# Смультринг

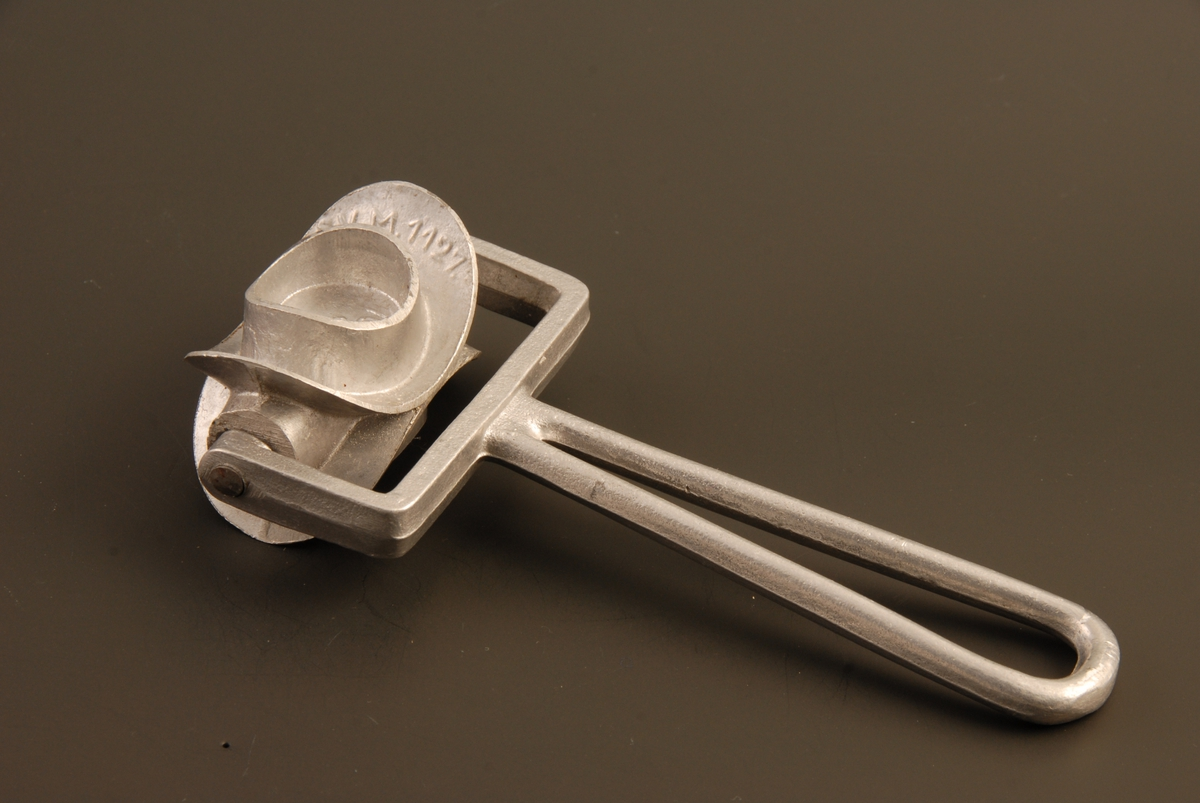
Ручной инструмент для изготовления смултрингов

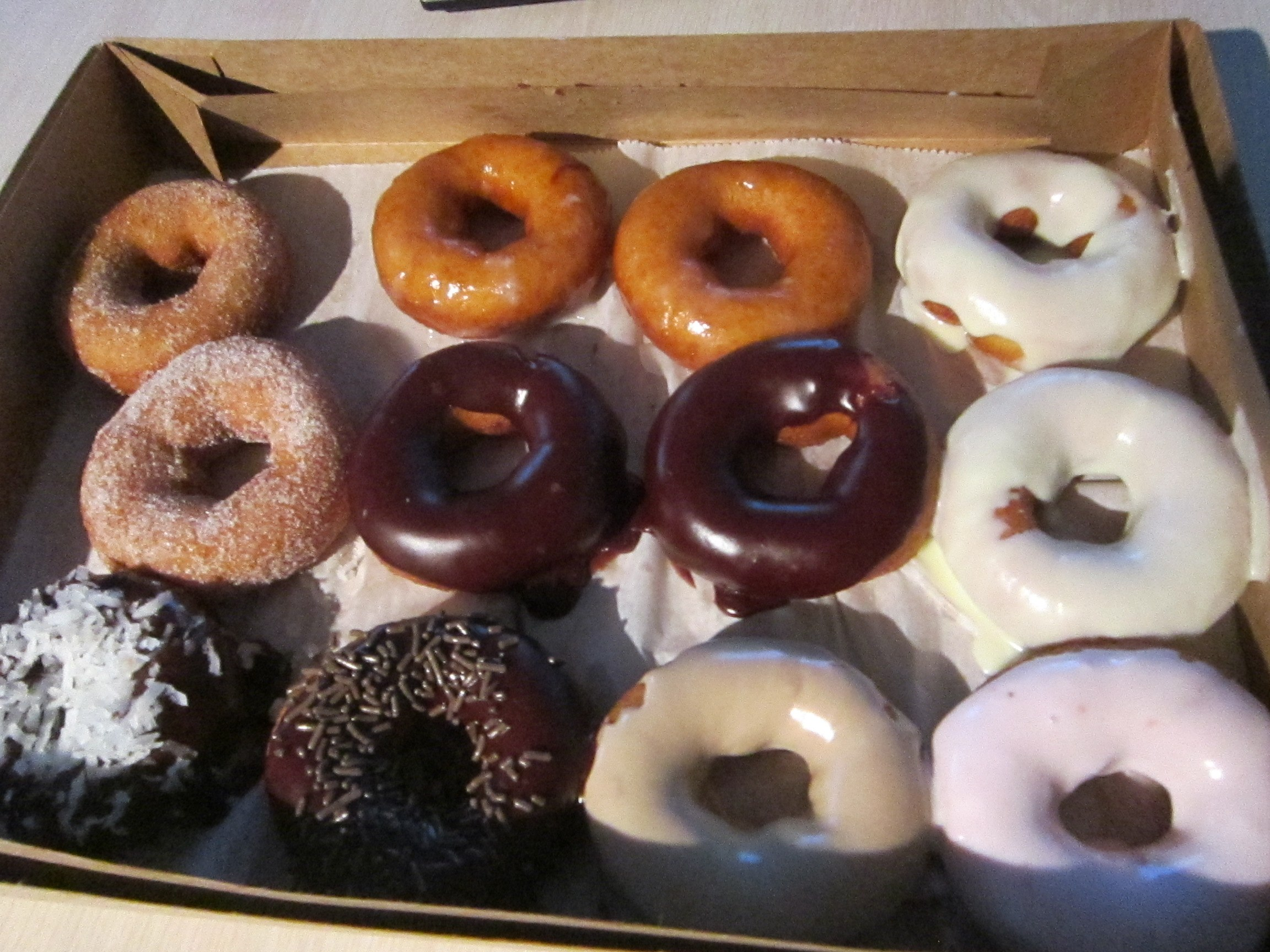
Украшенная выпечка

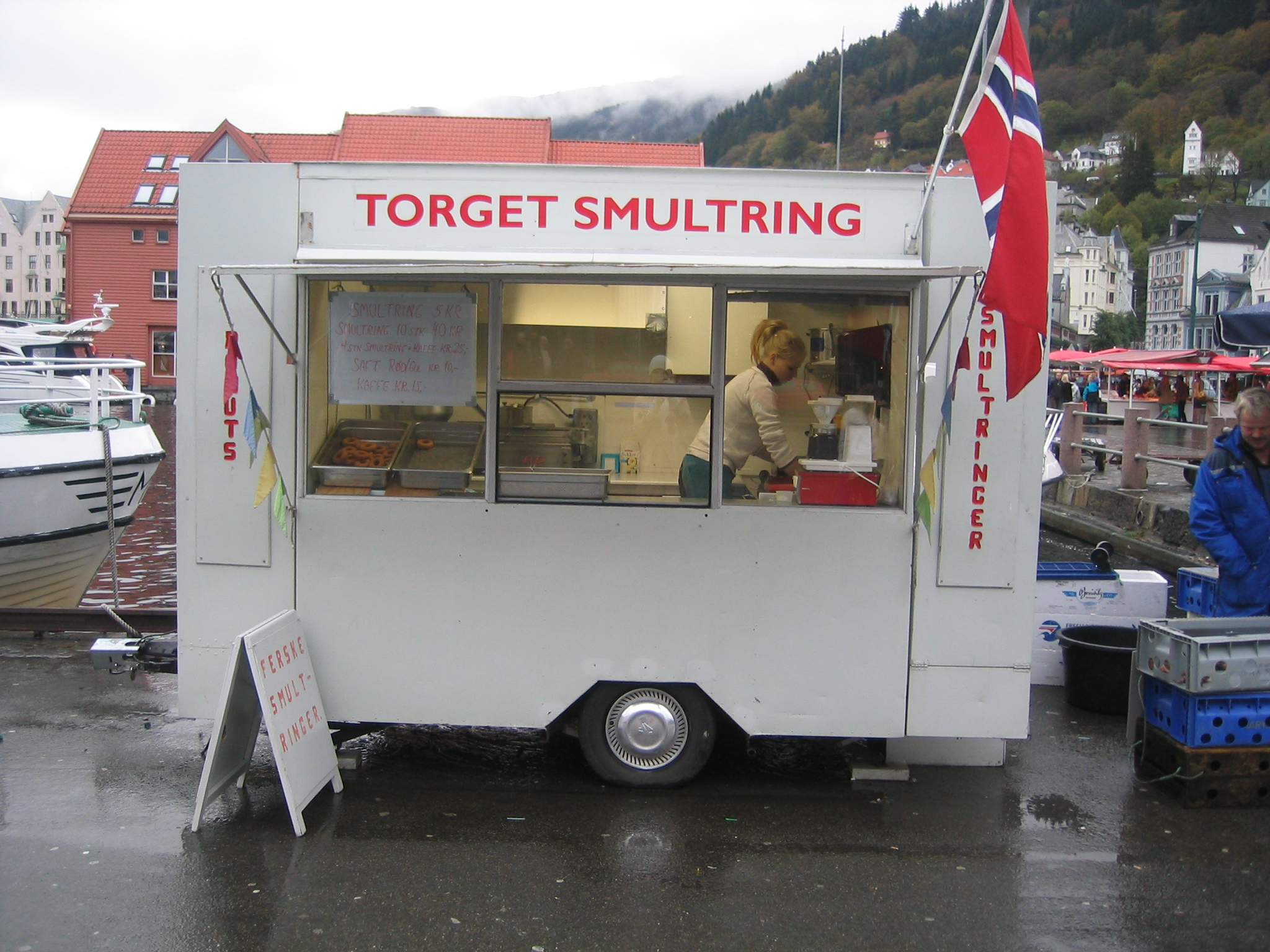
Продавец смултрингов в Норвегии

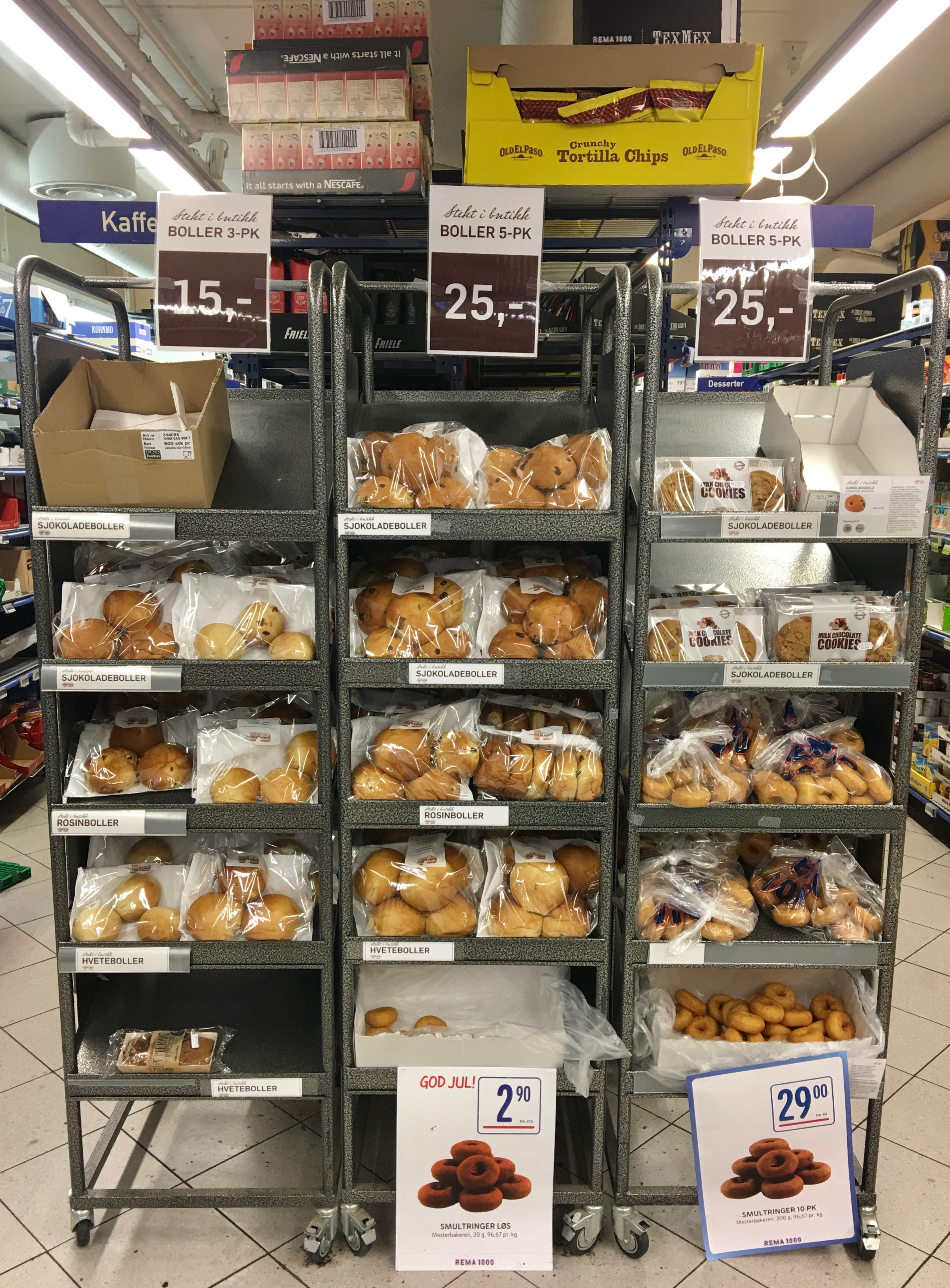
Смултринги и другая выпечка на прилавке магазина * Rema 1000

Смултринг (букмол smultring; дословно «смальцевое кольцо») и хьортетакк (hjortetakk, иногда называются hjortebakkels) — норвежские пончики. Они меньше обычных пончиков и чаще всего приготовляются без глазури и начинки, часто с добавкой кардамона.
Смултринги имеют форму тора и продаются с тележек и, во время Рождества, в торговых палатках. Их описывают следующим образом: «толстая тяжёлая пышка, жареная в смальце — лучше есть горячими, пока жир всё ещё капает с них!» Смултринги популярны среди выходцев из Норвегии, в частности, в Миннесоте, где их подают с крумкаке, ris krem (рисовый крем) и fattigmann на рождественские обеды.
Хьортебаккели делают в виде колец из теста с концами, соединёнными внахлёст. В тесто часто добавляют бренди.